# Yellow dog Democrat
Yellow dog Democrat (engl., dt.: Gelber-Hund-Demokrat) ist ein veralteter Begriff aus der US-amerikanischen Politik und bezeichnet einen  Wähler, der angeblich unter allen Umständen Kandidaten der Demokraten wählt.

## Bedeutung
Der Begriff wurde vor allem in der ersten Hälfte des 20. Jahrhunderts zur Bezeichnung von unbeirrbaren Stammwählern der Demokratischen Partei in den Südstaaten benutzt, die demnach auch einen gelben Hund in ein Amt wählen würden, solange er Kandidat der Demokraten ist – beziehungsweise eher einen gelben Hund als einen Kandidaten der Republikaner.
Im Deutschen existiert eine vergleichbare Redewendung, Parteien könnten in bestimmten Hochburgen auch „einen Besenstiel aufstellen, der würde trotzdem gewählt“.

## Ursprung des Begriffs
Möglicher Bezugspunkt des Begriffs ist eine Passage einer Wahlkampfrede des damaligen Kongressabgeordneten und späteren Präsidenten Abraham Lincoln. 1848 unterstützte er Zachary Taylor, den Präsidentschaftskandidaten der Whigs, gegen den Demokraten Lewis Cass und sagte, jemand habe einmal behauptet, er habe entdeckt, wie er aus einem alten einen neuen Menschen machen könne und aus dem anfallenden Restmaterial noch einen kleinen gelben Hund. Dasselbe hätten die Demokraten mit der Popularität von General Andrew Jackson getan. Sie hätten jenen damit zweimal zum Präsidenten gemacht und es sei danach genug davon übrig geblieben, um mehrere vergleichsweise mindere Persönlichkeiten ins Präsidentenamt zu bringen.
Populär wurde der Begriff im Präsidentschaftswahlkampf 1928. In diesem stellten die Demokraten den Gouverneur von New York, Al Smith, als Kandidaten auf. Smith war erklärter Gegner der in den Südstaaten populären Alkoholprohibition und zudem der erste Katholik, der sich für seine zu dieser Zeit vom protestantischen Süden dominierte Partei um das höchste Staatsamt bewarb. Eine Mehrheit errang er trotzdem gegen den republikanischen Kandidaten Herbert Hoover neben Massachusetts und Rhode Island nur in den Südstaaten South Carolina, Mississippi, Alabama, Louisiana, Georgia und Arkansas, was den Begriff des Solid South unterstrich.

## Weitere Entwicklung
Mit der Abkehr der konservativen Südstaatenwähler ab den 1960er Jahren von den Demokraten in Richtung der Republikaner geriet der Begriff außer Gebrauch.
Der Name der 1994 gegründeten Blue Dog Coalition konservativer und moderater demokratischer Kongressabgeordneter („Blue Dog Democrats“) nimmt sprachlich Bezug auf den Ausdruck Yellow dog Democrats.